# Yves Renouard
Yves Renouard (Parigi, 17 febbraio 1908 – Parigi, 15 gennaio 1965) è stato uno storico francese.

## Biografia
Laureato in storia e geografia all'École Normale Supérieure di Parigi, Renouard studiò poi all'École française di Roma dal 1935 al 1937. Insegnò all'Istituto francese di Firenze dal 1935 al 1937, prima di essere chiamato all'Università di Bordeaux, dove fu professore di storia del Medioevo ininterrottamente dal 1937 al 1955, tranne nel 1943-44, quando fu temporaneamente alla Sorbona, in sostituzione di Louis Halphen. A Parigi fu definitivamente dal 1955, quando fu chiamato a insegnare alla Sorbona.
Fu membro dell'École française de Rome.
Fu studioso del medioevo, della città italiana, dei commerci e dell'economia in età tardomedievale europea, e in special modo della storia di Firenze, anche se non poté usufruire per le ricerche dell'immenso archivio di Francesco Datini.
Morì per i postumi di un infarto che lo aveva colpito nel 1964. La morte prematura ha lasciato inedite, o non tradotte in italiano, alcune delle sue maggiori opere.

## Opere
- La papauté à Avignon, Paris, Presses Universitaires de France, 1954, ristampato per Éditions Jean-Paul Gisserot, 2004 ISBN 2-87747-748-7
- Histoire de Florence, 1967
  -  Storia di Firenze, Firenze, Sandron, 1970.
- Italia e Francia nel commercio medievale, Roma, Edizioni del lavoro, 1966
- (FR) Les hommes d'affaires italiens du Moyen Age, a cura di Bernard Guillemain, trad. G. Tarizzo, Paris, Librairie Armand Colin, 1968; ristampa 1995.
  -  Gli uomini d’affari italiani del Medioevo, Collana Storica, Milano, Rizzoli, I ed. settembre 1973; Collana Supersaggi, BUR, 1995.
- Études d'histoire médiévale, 2 vol., ed. SEVPEN per la Bibliothèque générale de l'École Pratique des Hautes Études, VIe section, 1968
  - Vol. I, pp. 1–644;
  - Vol. II, pp. 645–1138. 98 F.
- Memento d'Histoire des Civilisations
- Histoire médiévale d'Aquitaine, Tome 1 : les relations franco-anglaises au Moyen Age et leurs influences à long terme
- Histoire médiévale d'Aquitaine : études. : 2, vins et commerce du vin de Bordeaux
- L'unité et la civilisation de la France : aux racines de l'exception française
- Le città italiane dal X al XIV secolo (2 voll.), traduzione di Roberto Perelli Cippo, Collana BUR Storia e Biografie, Milano, Rizzoli, vol.I, 1975 -vol.II, 1976.